# Textiles Amuzgo

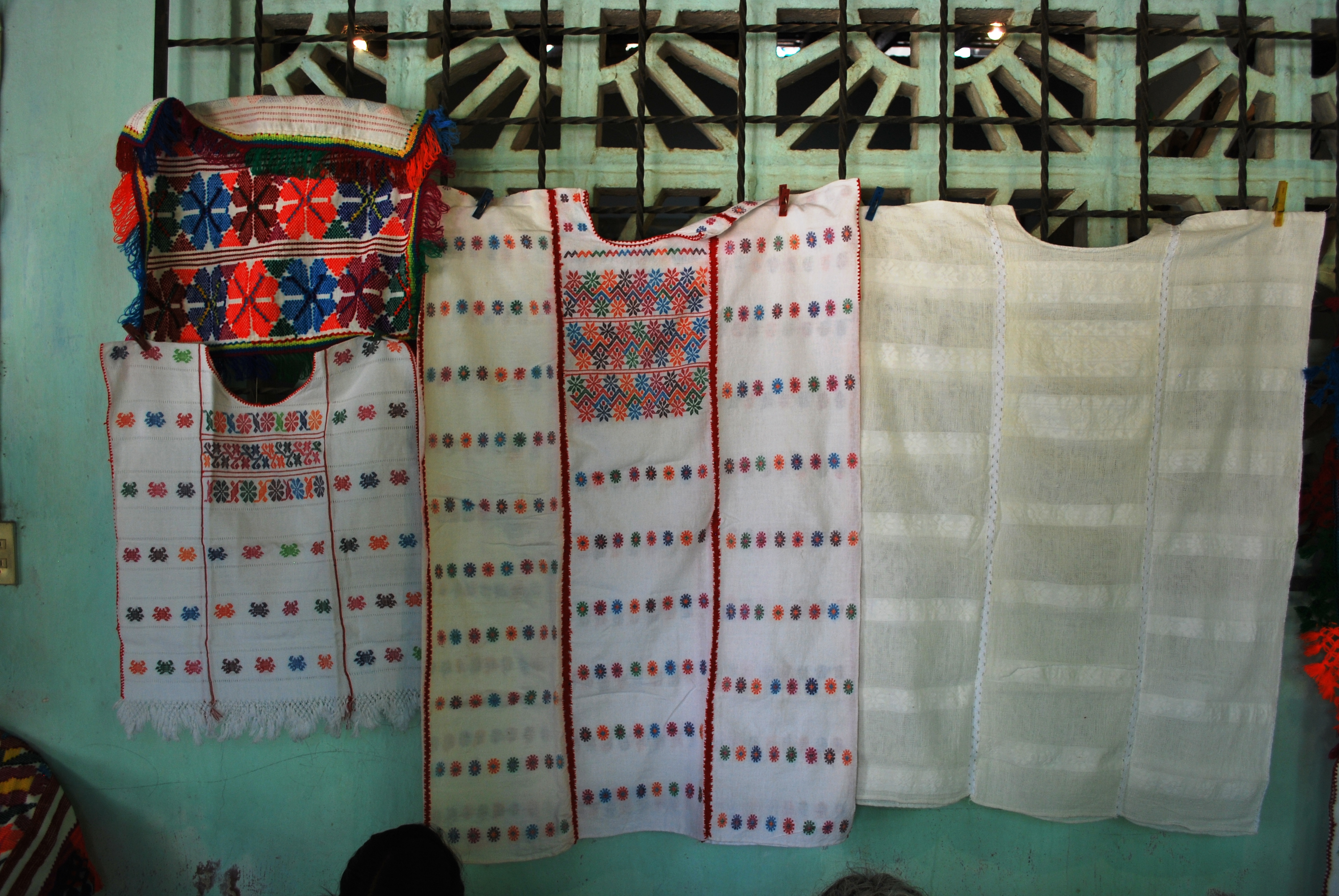
Des huipils d'Amuzgo tissés à la main exposés au musée communautaire de Xochistlahuaca.

Les textiles amuzgo sont ceux créés par les peuples indigènes amuzgos (en) qui vivent dans les états mexicains de Guerrero et d'Oaxaca. L'histoire de cet artisanat s'étend jusqu'à la période précolombienne, qui se conserve beaucoup, car de nombreux Amuzgos, surtout à Xochistlahuaca, portent encore des vêtements traditionnels. Cependant, l'introduction du tissu commercial bon marché met l'artisanat en danger car le tissu tissé à la main avec les conceptions élaborées ne peut pas concurrencer comme matériel pour l'habillement régulier. Depuis le XXe siècle, les tisserands amuzgo fabriquent principalement des tissus pour la famille, mais ils développent aussi développé des marchés spécialisés, tels que les collectionneurs et les touristes, pour leurs produits.
L'un des acteurs majeurs de ce développement est la coopérative Liaa' Ljaa', qui cherche non seulement à commercialiser le tissage amuzgo mais aussi à préserver les dessins et les techniques traditionnelles, en partenariat avec des organisations comme l'Universidad Autónoma Metropolitana (UAM) à Azcapotzalco. La plupart des tissages sont encore réalisés avec des dessins et techniques traditionnels et avec des fibres naturelles, principalement du coton, et des teintures.

## Les Amuzgos

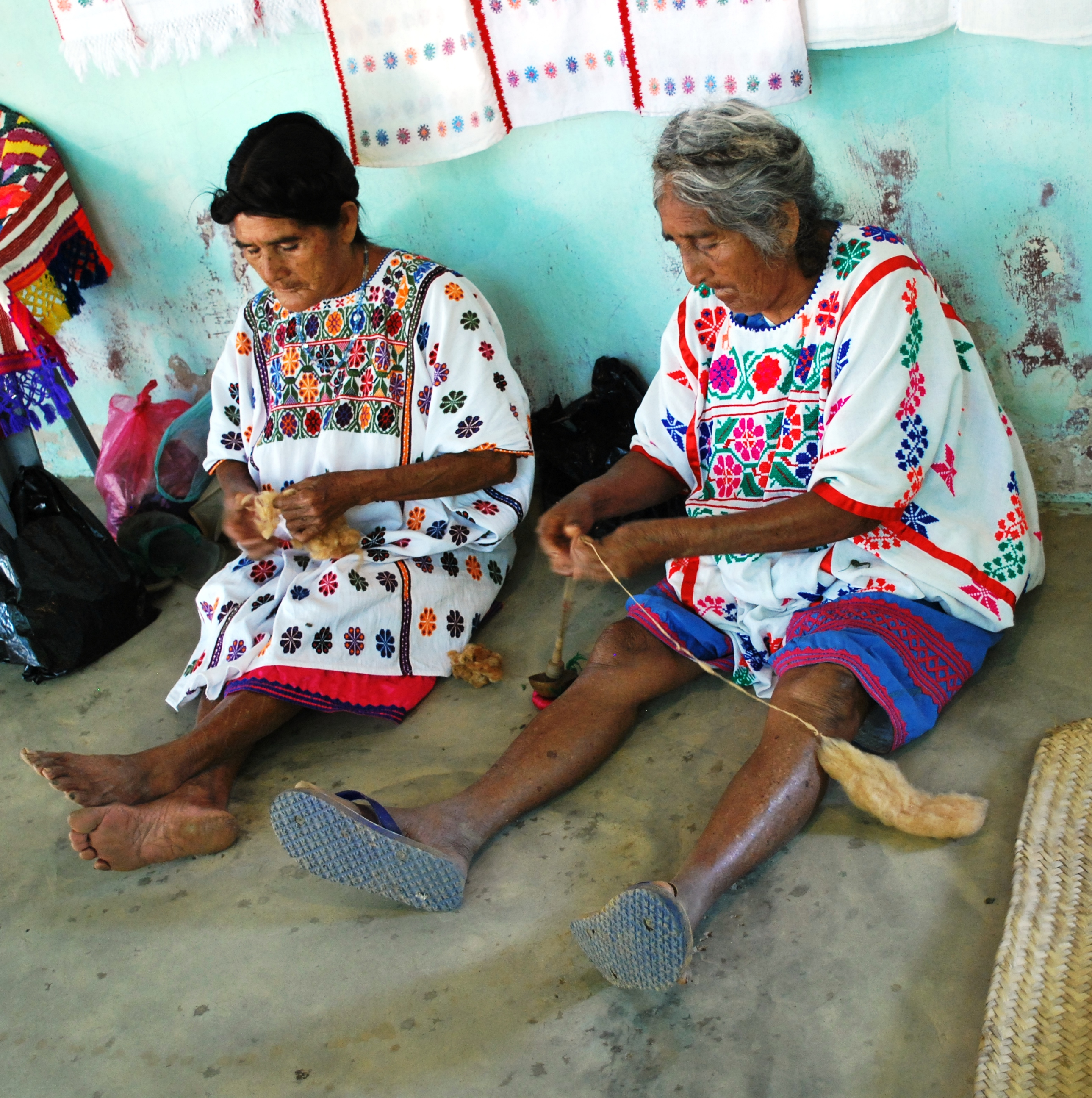
Femmes amuzgos vêtues de huipils préparant du fil pour le tissage.

Les Amuzgos (en) vivent dans la région frontalière du sud-est de l'état de Guerrero et du sud-ouest de l' état d'Oaxaca, avec environ 80 % dans le Guerrero. La plupart vivent dans les municipalités de San Pedro Amuzgos (en), Putla (en) et Santa María Ipalapa (en) à Oaxaca et Xochistlahuaca et Ometepec au Guerrero,. La région est chaude avec un terrain accidenté et une forêt tropicale, dont les feuilles tombent pendant la saison sèche. Elle possède plusieurs petites rivières et ruisseaux. Les Amuzgos pratiquent une agriculture de subsistance à base de maïs, de haricots et de piments avec d'autres cultures de rente comme les graines de sésame et les fruits tropicaux. La région n'est pas purement amuzgo, les Triquis, les Tlapanèques, les Mixtèques, les Chatinos (en) et les Nahuas y vivant également.
Un nom que les Amuzgos ont pour eux-mêmes est Tzjon non, surtout à San Pedro Amuzgos, qui signifie « peuple des textiles »,. Il y a environ 35 000 locuteurs de la langue amuzgo. La religion est le catholicisme avec des éléments indigènes tels que la croyance en des esprits bons et mauvais qui peuvent causer ou guérir la maladie, la pluie ou la sécheresse et plus encore. La plus grande communauté d'Amuzgos se trouve dans la municipalité de Xochistlahuaca au Guerrero. Beaucoup de maisons sont en torchis, dans des ruelles étroites, sur des collines escarpées. Les Amuzgos conservent ici la majeure partie de leur culture dans leur nourriture, leur structure familiale, leur langue et leurs croyances religieuses. Depuis 1996, Xochistlahuaca accueille un rassemblement régional d'Amuzgos pour promouvoir le développement social, politique et économique régional. La ville possède également un musée communautaire qui présente un certain nombre de pièces préhispaniques. Les enfants reçoivent un enseignement primaire en espagnol et en amuzgo.
Les textiles sont un élément important de la culture et de l'économie amuzgo, bien que d'autres objets artisanaux, comme la céramique, en font partie. Bien que le tissage soit laborieux et prend beaucoup de temps, la plupart des femmes amuzgos le font en même temps que l'agriculture et les tâches ménagères parce qu'il rapporte de l'argent au ménage et que le travail des hommes dans les champs ne suffit pas à cultiver le maïs, les haricots, la courge et le coton,. Le coton est très apprécié par les Amuzgos, non seulement pour sa valeur économique, mais aussi parce qu'il est considéré comme étant en harmonie avec le corps humain et doux au toucher. La plupart des habitants de Xochistlahuaca, en particulier les femmes, portent encore des vêtements traditionnels. Le plus remarquable d'entre eux est l'huipil, une sorte de longue tunique, que l'on appelle « cheyno » en amuzgo. Ce mot signifie un tissu qui recouvre une femme, et est considéré comme une expression de celui qui le porte,. Il existe deux types de huipils : ceux de tous les jours et ceux pour les occasions spéciales, qui peuvent tous deux être décorés avec soin.

## Conservation et commercialisation

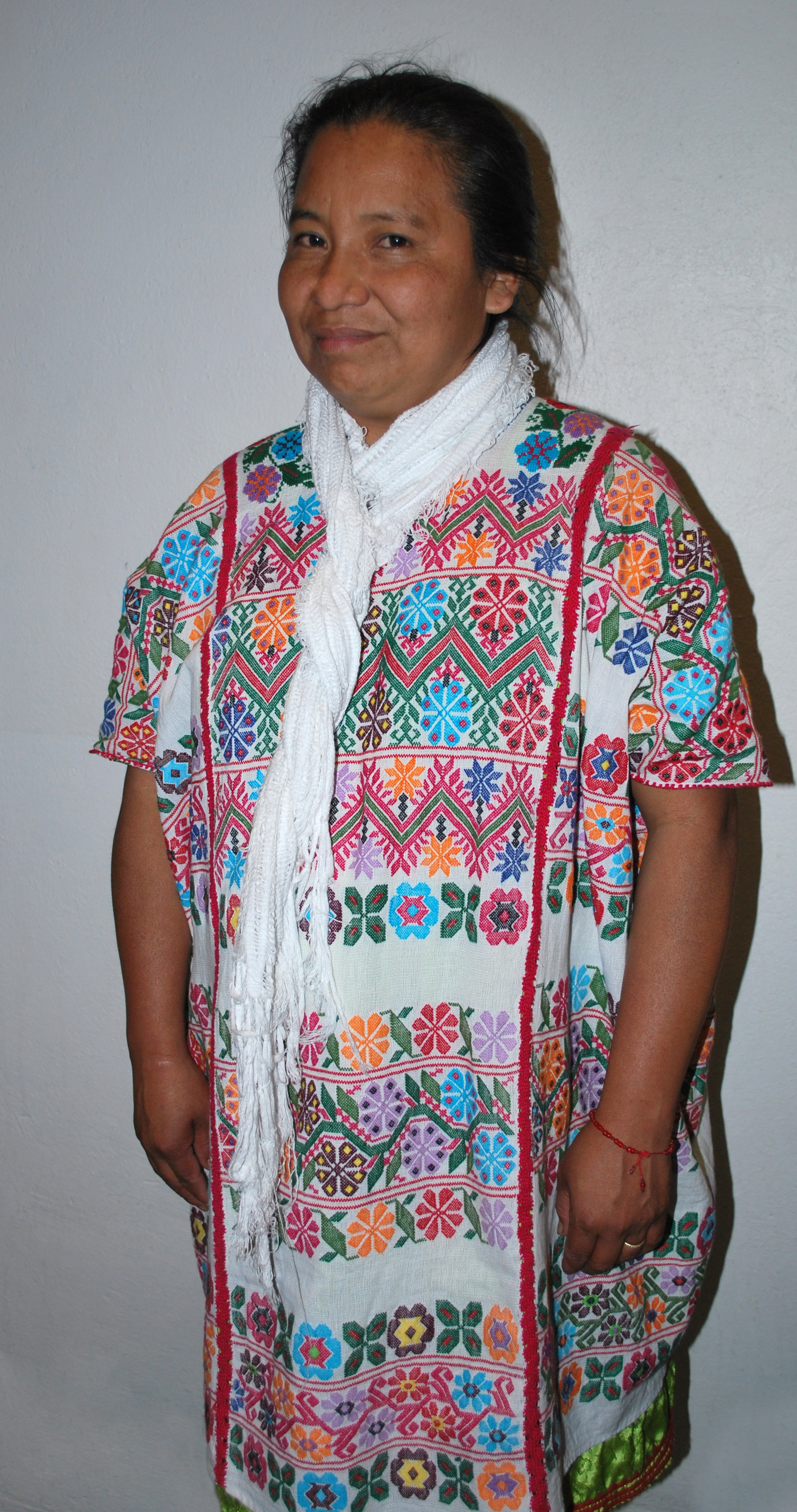
Juana Santa Ana Guerrero de la Liaa 'Ljaa' au Museo de Arte Popular de Mexico.

La plupart des textiles fabriqués dans les maisons amuzgos sont encore destinés à un usage familial, en particulier les huipils . Cependant, l'artisanat est en danger parce que le tissu fabriqué à la machine est beaucoup moins cher, et comme vêtements de tous les jours, le tissu tissé à la main traditionnel ne peut pas concurrencer sur le marché à l'extérieur de la maison. Depuis la fin du XXe siècle, les huipils et autres vêtements traditionnels à vendre sont destinés à des marchés spécialisés tels que les spécialistes comme les anthropologues, les riches Mexicaines qui les portent pour les vacances civiques et les touristes de diverses parties du monde, y compris ceux qui se rendent à Xochistlahuaca pour acheter,.
C'est à Xochistlahuaca que la production textile d'Amuzgo et les efforts de préservation sont les plus importants, les dessins les plus anciens et les plus complexes n'étant connus que des plus anciens tisserands de cette municipalité,. Les tisserands de cette ville font des efforts pour préserver ces dessins et les transmettre aux jeunes générations. Un développement majeur dans la préservation et la promotion des textiles Amuzgo est la création de la coopérative Liaa' Ljaa' en 1996. Le nom vient de l'amuzgo et signifie « matériaux de fleurs ». La coopérative compte aujourd'hui cinquante-neuf membres représentant cinquante-neuf familles, soit environ 160 personnes, dont seulement quarante hommes. Cette coopérative existe pour éviter les intermédiaires, en vendant plus directement sur le marché à des prix plus élevés et pour promouvoir les efforts visant à préserver les dessins et techniques traditionnels utilisant des fibres et des teintures naturelles. Le groupe tisse des huipils, des chemisiers, des jupes, des rebozos, des couvre-lits, des nappes et des serviettes de table élaborés et travaille ensemble à leur commercialisation. Cependant, l'objet le plus important reste le huipil, à la fois pour les femmes Amuzgos et pour les collectionneurs.
Les Amuzgos prennent des mesures pour que leurs tissages reçoivent une appellation d'origine de sorte que ce style de tissage ne soit authentiquement produit que sur le territoire amuzgo, similaire à l'appellation d'origine accordée à la poterie Talavera. Ils travaillent également à la création de nouveaux modèles et de nouveaux articles, comme des pantalons et des tapis à des fins de commercialisation, avec l'appui du gouvernement et d'autres sources,. L'une d'entre elles est la coopération entre Liaa' Ljaa' et l'Universidad Autónoma Metropolitana (UAM) d'Azcapotzalco, qui vise à préserver les textiles amuzgos et les autres aspects de la culture. La bibliothèque de l'UAM possède une collection de textiles originaux, ainsi qu'un catalogue de 244 dessins traditionnels utilisés pour les vêtements et autres textiles, avec des photographies en possession du musée communautaire de Xochistlahuaca. La collaboration vise à préserver les conceptions traditionnelles qui ne sont pas souvent réalisées parce qu'elles sont complexes, longues et/ou coûteuses à réaliser.
Les tisserands de Xochistlahuaca reçoivent un soutien et des prix pour leur travail. Les sources de soutien comprennent le Programa Nacional de Arte Popular de la Direction générale de la culture populaire (DGCP), la Commission nationale pour le développement des peuples indigènes, et le Programa de Fondos Culturales. Le dernier a un programme appelé « Fortalecimiento Cultural » qui vise à recompiler et enregistrer les dessins traditionnels pour éviter que les plus anciens et les plus compliqués ne soient oubliés.
Un certain nombre de tisserands de la communauté ont reçu des prix pour leur travail, dont le Premio Nacional de Ciencias y Artes 2004 décerné à la coopérative dans son ensemble. L'œuvre est exposée dans des musées tels que le Museo Regional de Guerrero. Estela Pineda a participé à la XVIe Muestra Iberoamericana de Artesanía en Espagne avec un huipil en coton coyochi coloré avec des colorants végétaux, reconnu comme le meilleur textile. Les plantes utilisées comprenaient l'indigo, les fleurs de souci, les roses et autres. Florentina Lopez de Jesús remporte le deuxième prix UNESCO de l'artisanat en 2001 pour l'Amérique latine et les Caraïbes.

## Motifs
Les motifs de broderie et de tissage des textiles amuzgo sont importants et se transmettent de génération en génération,. Les motifs que l'on retrouve sur les tissus fabriqués à Xochistlahuaca sont parmi les plus traditionnels. Les motifs identifient les différentes communautés amuzgos ainsi que l'identité amuzgo, les dessins étant considérés comme une sorte d'alphabet par les tisserands amuzgo. Cette utilisation du design fait partie du patrimoine culturel de ce peuple, au même titre que le processus de tissage lui-même. Certains de ces dessins peuvent être retracés à partir d'images trouvées sur les codex et les cultures préhispaniques. La plupart des dessins sont basés sur la flore et la faune de la région Costa Chica (en) de Guerrero, en particulier celles des environs de Xochistlahuaca. Il s'agit notamment de motifs de nattes de petate, de chantourné, de soleils, d'étoiles, de montagnes, de rivières, de chiens, de chevaux, d'ânes, de tortues, de punaises d'eau, d'oiseaux, d'aigles à double tête et de diverses fleurs. Il existe des formules mathématiques qui créent des motifs tels que le « pata de perro » (patte de chien, sorte de feuille qui pousse le long de la rivière Santa Catarina), les « flores de piedra » (fleurs de pierre), les « curvas de cola de tortuga » (boucles de queue de tortue), les « flores de pina » (fleurs d'ananas) et les « patas de gato » (pattes de chats). Ces motifs se retrouvent sur les huipils, les chemisiers, les jupes, les serviettes, les rebozos et les robes. Un motif en « S » représente le féminin et indirectement, la terre. Un autre motif commun est l'aigle à double tête, qui est basé sur un certain nombre de mythes de la région. Il y a aussi des modèles plus récents qui sont créés avec l'aide de Beatriz Jimenez, une designer de l'UAM.

## Processus

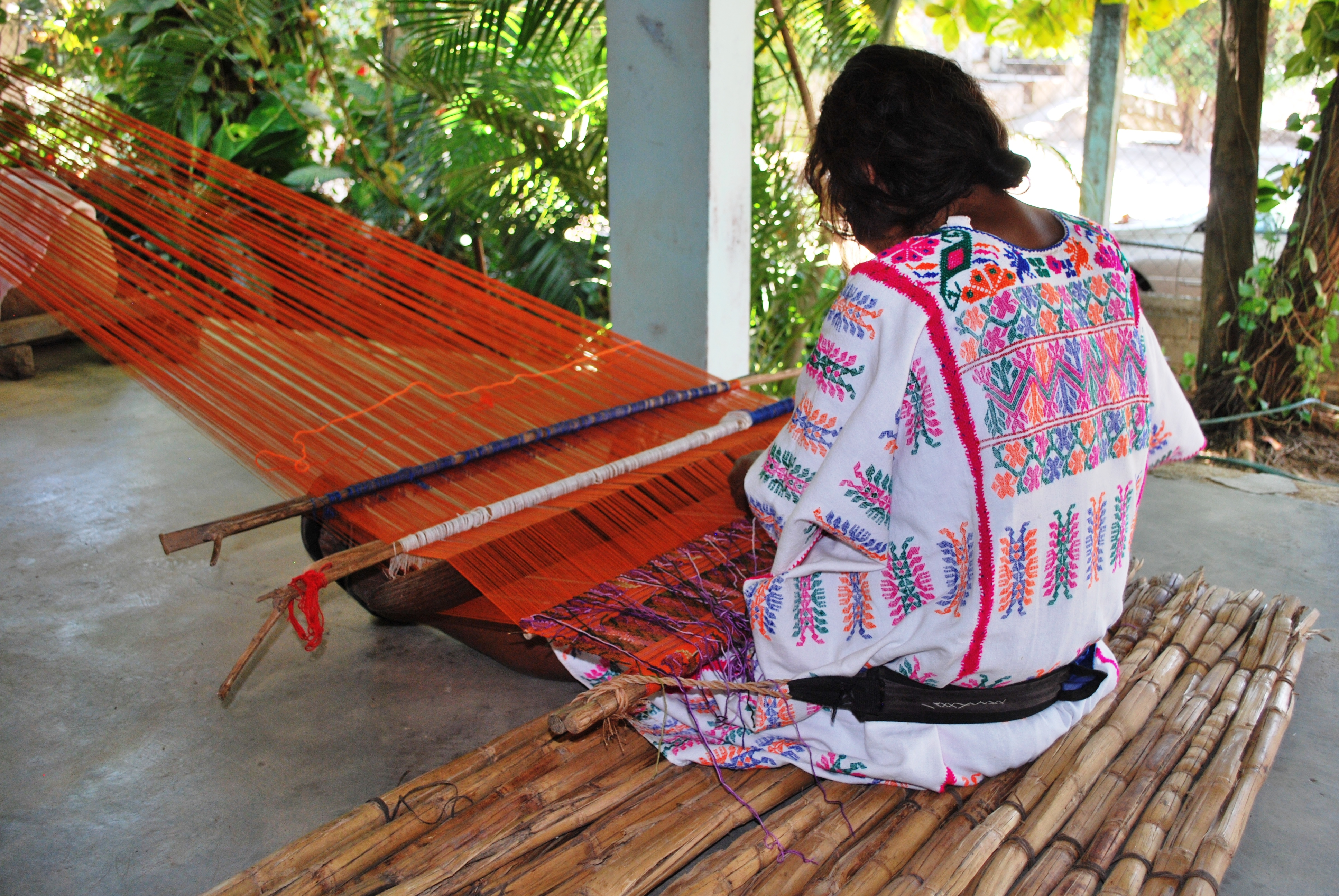
Femme amuzgo tissant un rebozo sur un métier à lanière dorsale.

Comme beaucoup d'autres communautés indigènes, les gens apprennent à faire de l'artisanat dès leur plus jeune âge, la plupart des garçons apprennent à tisser des hamacs et des filets, mais ce sont les filles qui apprennent à faire du tissu sur un métier à tisser, en apprenant de leurs mères et grand-mères,. La plupart des fils, des teintures et des outils utilisés pour le tissage sont naturels et comprennent du coton, du bois et même des os d'oiseaux qui fonctionnent comme des aiguilles. Le coton blanc est de plus en plus utilisé mais la variété la plus traditionnelle est appelée « coyuche » qui est naturellement brune. Le nom vient de « coyote » car la couleur est similaire à celle de l'animal. Cette variété de coton n'est utilisée nulle part ailleurs dans le monde, mais son utilisation est moindre que par le passé et n'est pas utilisée du tout dans de nombreuses œuvres,. Ce coton est cultivé par les Amuzgos (en) eux-mêmes, ainsi que d'autres cultures. La fibre de coton est aussi souvent mélangée à la fibre d'une plante locale appelée « cacaloxuchitl »,. Les colorants sont fabriqués à partir de cochenilles, de branches de la nanche (Byrsonima crassifolia), d'amandiers et de foin.
En général, les huipils en tissu de 45 centimètres de large prennent environ quatre mois pour être complété, en travaillant quatre heures par jour. Il se vend environ 2 500 pesos. Toutes les pièces sont uniques et il n'y en a pas deux exactement les mêmes.
Le processus de transformation du coton en tissu est à peu près le même qu'à l'époque préhispanique. Le processus commence par le nettoyage et le battage des fibres de coton brut, puis leur filage en fil à l'aide d'un fuseau supporté appelé « malacate » (grand fuseau sans verticille qui tourne dans un petit récipient). Le fil est enroulé en écheveaux de fil et teint,.
Les fils de trame sont enroulés, ce qui détermine la longueur du tissu à réaliser ainsi que certaines des couleurs qui seront utilisées. Le tissage se fait sur un métier à tisser à bande dorsale. Une extrémité des fils de trame est fixée à une tige de bois et l'autre extrémité est maintenue par un bâton ou une tige de bois qui est ensuite fixée à la tisseuse par une ceinture qui passe autour de son dos. Le tissage se fait en soulevant la moitié des fils de chaîne pour créer un espace ou compartiment (en) à travers lequel passe la navette. Pour créer deux compartiments différents, le tisserand utilise un poteau de bois, appelé tige de compartiment, pour que la moitié de la trame passe par-dessus et attache des lices à une autre tige de bois, qui traversent l'autre moitié de la trame. Certains motifs sont tissés dans le tissu en introduisant un fil de trame supplémentaire qui peut être de couleur vive. Il existe quatre techniques de tissage principales. Les huipils simples sont réalisés en brocart avec des fils de trame supplémentaires que l'on voit des deux côtés du tissu. Les serviettes et les nappes ont un côté complètement lisse. Un deuxième type de huipil a des zones de tissage en gaze (la gaze est un tissu ouvert stabilisé par des torsades de gaze). Le quatrième est un tissage de gaze sur toute la surface appelé « concha de armadillos » (carapace de tatou) avec un motif en forme de diamant.
Le tissu destiné aux huipils est assemblé par des coutures à la main compliquées et décoratives. En plus des motifs tissés dans le tissu, les vêtements, les serviettes de table et plus encore sont encore embellis de broderie avec des motifs représentant des figures géométriques ou des animaux. La plupart des broderies sont faites avec du fil commercial car c'est moins cher.

## Florentina López de Jesús
La tisserande Amuzgos (en) la plus connue de Xochistlahuaca est Florentina López de Jesús (en). Comme la plupart des filles de sa région, elle regarde sa mère tisser pendant qu'elle s'assied à côté d'elle en jouant avec des écheveaux de fil de coton. À l'âge adulte, ses compétences en tissage commencent à inclure des techniques telles que le taffetas, le tissage simple, le « taletón » (une variante du taffetas) et les variations de la gaze. Sa spécialité est le brocart en gaze dans lequel divers fils de trame de brocart colorés sont introduits pour former des motifs. Au début, sa production est généralement vendue entre amis ou sur commande spéciale car elle n'a pas de magasin permanent. Après avoir remporté des prix pour son travail à partir de 1980, elle commence à vendre ses pièces à Ometepec. Parmi les prix majeurs, on peut citer « Por siempre el rebozo » en 1991 et « Las Manos de México » en 1994 dans la catégorie brocart.